# Air Mali (1960)
Air Mali (offiziell Société Nationale Air Mali) war ein Staatsunternehmen der Republik Mali. Die international tätige Linienfluggesellschaft hat ihren Betrieb im Jahr 1988 aus finanziellen Gründen eingestellt.

## Geschichte

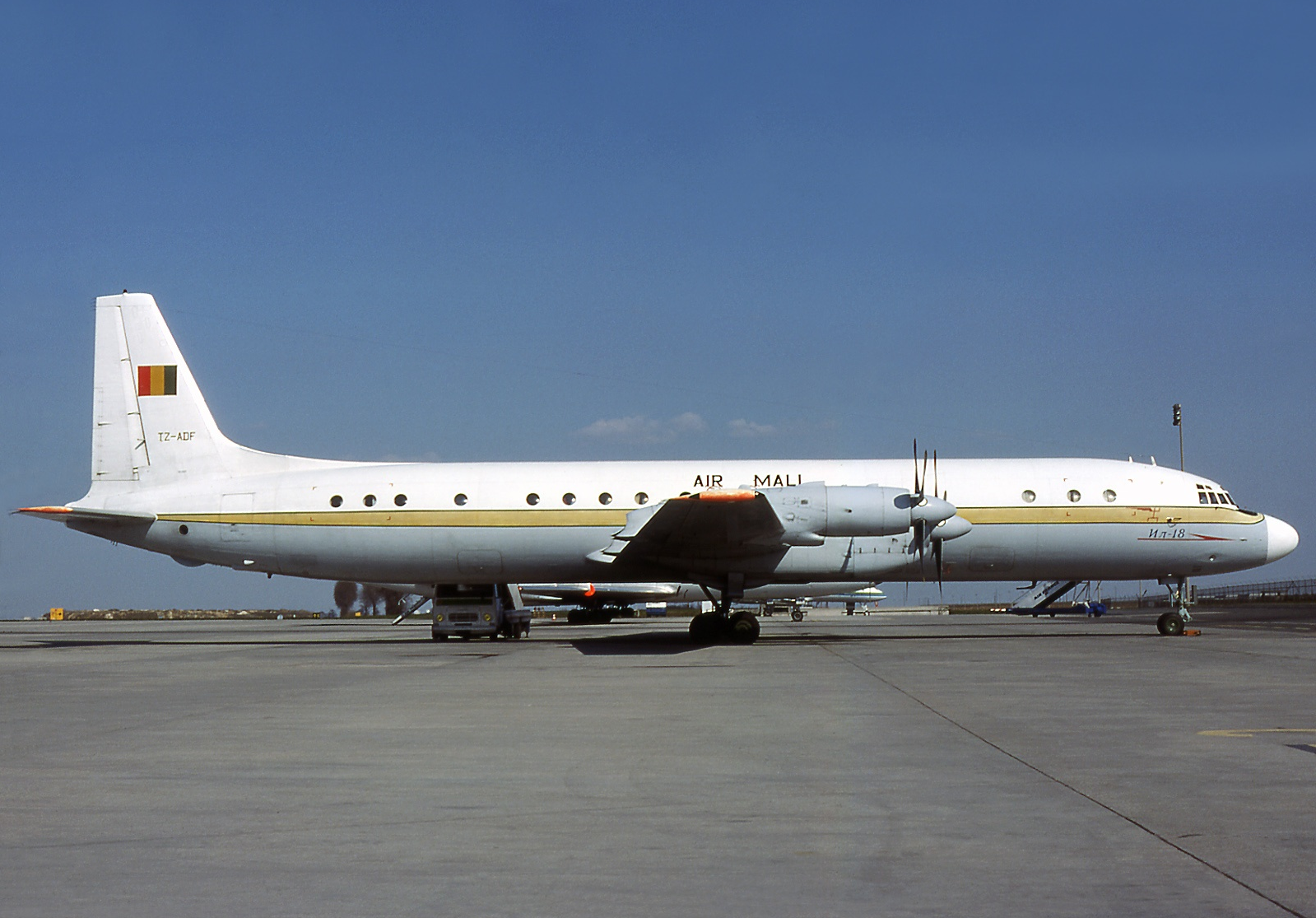
Anfänglich setzte Air Mali zwei Iljuschin Il-18 auf Flügen nach Europa ein, die von sowjetischen Besatzungen geflogen wurden

Air Mali wurde am 27. Oktober 1960 mit einem Startkapital von 50 Millionen CFA-Franc als staatliche Fluggesellschaft der Republik Mali in Bamako gegründet, welche im selben Jahr ihre Unabhängigkeit von Frankreich erhalten hatte. Der ursprüngliche Plan, 45 Prozent der Gesellschaftsanteile an Privatinvestoren abzutreten, wurde nicht realisiert, so dass Air Mali für die Dauer ihres Bestehens vollständig in Staatsbesitz blieb.
Zur Aufnahme des Flugbetriebs stellte Großbritannien der Gesellschaft drei Douglas DC-3 aus dem Bestand der British European Airways zur Verfügung, die jedoch wegen fehlender Piloten zunächst nicht eingesetzt werden konnten. Nachdem die US-amerikanische Fluggesellschaft Pan Am ein Hilfsgesuch der malischen Regierung zum Aufbau eines Luftverkehrsnetzes abgelehnt hatte, gewährte die Tschechoslowakei ab Februar 1961 Unterstützung bei der Pilotenausbildung und lieferte im Jahr 1963 fünf Maschinen des Typs Aero Ae-45 an das Staatsunternehmen aus.  
Zudem schloss Air Mali am 20. März 1961 eine Kooperation mit der sowjetischen Fluggesellschaft Aeroflot ab, welche anschließend technische und logistische Hilfe zur Aufnahme des Flugbetriebs leistete. Die erste Linienstrecke wurde im selben Jahr zwischen Bamako und Gao eingerichtet und zweimal wöchentlich mit Douglas DC-3 beflogen. Im Juli 1961 trat Air Mali dem Linienflugdachverband IATA bei. Gleichzeitig übernahm die Gesellschaft zwei Iljuschin Il-18, mit denen sie im August 1961 ihre erste internationale Verbindung zwischen Bamako und Paris eröffnete. Die Route wurden mit wechselnden Zwischenstopps in Casablanca und Marseille beflogen. Anfänglich führten sowjetischen Besatzungen diese Flüge durch.
Internationale Linienflüge nach Accra (Ghana) erfolgten ab Dezember 1961. Im Rahmen der Zusammenarbeit mit Aeroflot stellte Air Mali im Jahr 1962 Flugzeuge des Typs Antonow An-2 auf den Inlandstrecken in Dienst. Drei Iljuschin Il-14 erhielt die Gesellschaft im Jahr 1963, mit denen sie gleichzeitig eine Linienroute zwischen Bamako und Monrovia (Liberia) eröffnete. Im Verlauf der 1960er Jahre wurden das Streckennetz auf andere westafrikanische Staaten ausgedehnt. Als Ersatz für ihre Aero Ae-45 und Iljuschin Il-14 übernahm Air Mali im Jahr 1968 Maschinen des Typs Antonow An-24, die im Inlandsverkehr sowie international zwischen Bamako und Niamey (Niger) zum Einsatz kamen.
Als erstes Strahlflugzeug betrieb die Gesellschaft ab Januar 1971 eine gemietete Sud Aviation Caravelle III, die sie im Juli 1971 durch eine von World Airways geleaste Boeing 727-100 ersetzte. Diese Boeing 727 erwarb Air Mali im September 1974. Zwei werksneue De Havilland Canada DHC-6 wurden 1973 zur Ablösung der Douglas DC-3 in Dienst gestellt. Mitte der 1970er-Jahre umfasste das internationale Streckennetz neben Paris, Marseille und Casablanca auch die westafrikanischen Städte Abidjan (Elfenbeinküste), Accra (Ghana), Brazzaville (Republik Kongo), Conakry (Guinea), Douala (Kamerun), Freetown (Sierra Leone) sowie Monrovia (Liberia).
Anfang 1980 setzte das Unternehmen eine Antonow An-24, eine Boeing 727-100, zwei De Havilland DHC-6 und eine Iljuschin Il-18 ein. Zudem leaste Air Mali zeitweise eine Boeing 707 von Jugoslovenski Aerotransport sowie einen Airbus A300 von Air Afrique für ihre Strecke nach Paris. Die Flotte wurde im August 1980 mit einer Sud Aviation Caravelle 10B und im Juni 1982 mit einer Boeing 737-200 vergrößert, die Air Mali von Syrian Arab Airlines beziehungsweise Air Algérie erworben hatte. Der von Beginn an defizitäre Flugbetrieb, insbesondere auf den nationalen Linien, führte ab den frühen 1980er-Jahren zu ständig höheren Verlusten, so dass die Gesellschaft zahlreiche Routen aufgab und die Sud Aviation Caravelle 10B sowie ihre letzte Iljuschin Il-18 im Frühjahr 1984 ausmusterte. Die Boeing 737 wurde Anfang 1985 für ein Jahr an Aerolíneas Argentinas und danach ab Frühjahr 1986 langfristig an Britannia Airways vermietet. Mit den letzten zwei verbliebenen Flugzeugen setzte das Unternehmen einen stark eingeschränkten Linienbetrieb fort, der zeitweise unterbrochen werden musste, wenn sich die Boeing 727 zur Wartung in London-Stansted befand. Air Mali veräußerte die international genutzte Boeing 727 im Juli 1988 an Federal Express und stellte im selben Jahr auch den Betrieb auf ihren Inlandstrecken aus wirtschaftlichen Gründen ein.

## Flotte

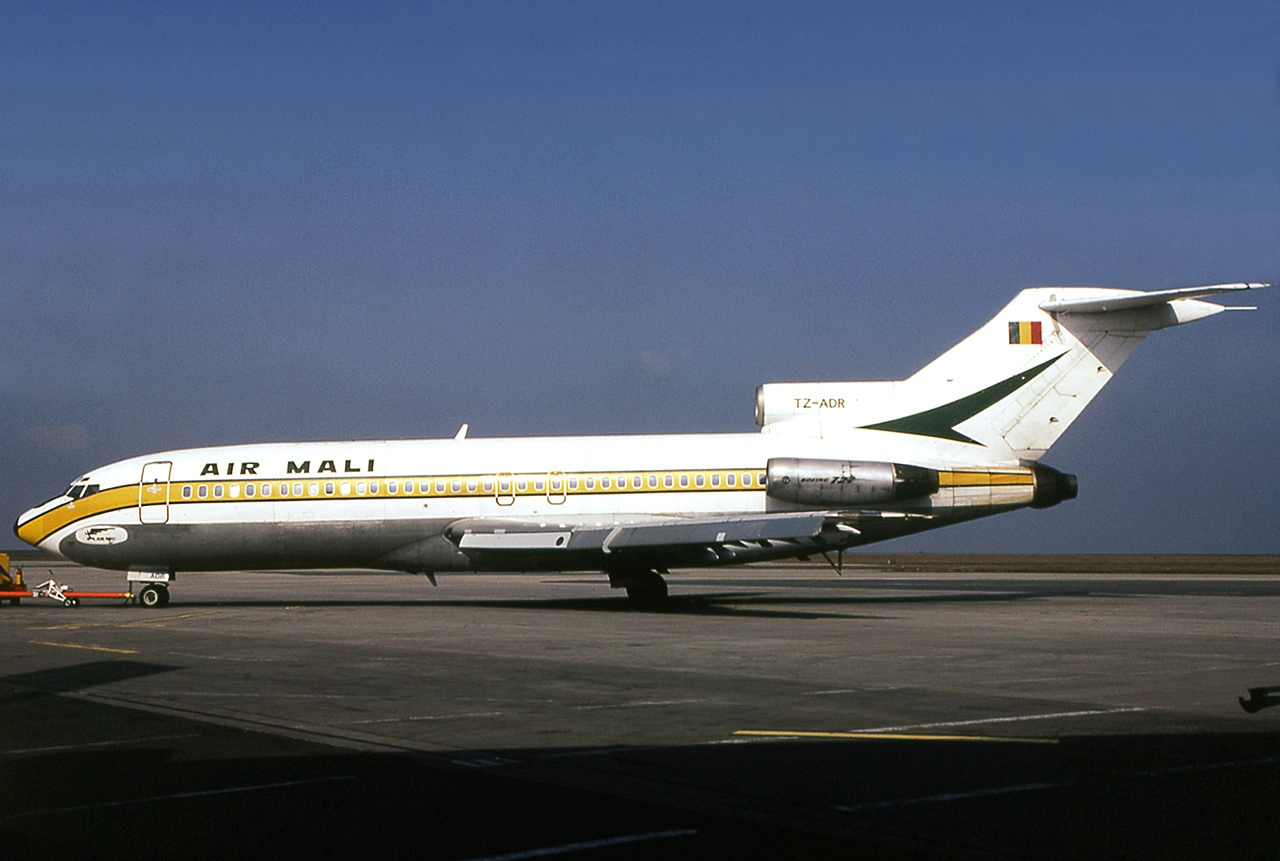
Air Mali setzte ihre Boeing 727-100 ab den 1970er-Jahren auf internationalen Flügen ein

### Flotte bei Betriebseinstellung
Zum Zeitpunkt der Betriebseinstellung bestand die Flotte aus einer Antonow An-24, einer Boeing 727-100 und einer an Britannia Airways verleasten Boeing 737-200.

### Zuvor eingesetzte Flugzeuge
Air Mali betrieb im Lauf ihrer Geschichte folgende Flugzeugtypen:
- Aero Ae-45 (betrieben von 1963 bis 1968)
- Airbus A300B4-200 (1981 geleast von Air Afrique)
- Antonow An-2 (betrieben von 1962 bis 1971)
- Antonow An-24 (betrieben von 1968 bis 1988)
- Boeing 707-300C (1979 geleast von JAT-Jugoslovenski Aerotransport)
- Boeing 727-100 (betrieben von 1971 bis 1988)
- Boeing 737-200 (betrieben von 1982 bis 1985, anschließend verleast)
- Britten-Norman BN-2 Islander (betrieben 1985)
- De Havilland Canada DHC-6-300 (betrieben von 1973 bis 1986)
- Douglas DC-3 (betrieben von 1961 bis 1974)
- Iljuschin Il-14 (betrieben von 1963 bis 1968)
- Iljuschin Il-18 (betrieben von 1961 bis 1984)
- Sud Aviation Caravelle III und Caravelle 10B (betrieben 1971 sowie von 1980 bis 1984)

## Zwischenfälle
- Am 5. November 1966 flog eine Iljuschin Il-14 (Luftfahrzeugkennzeichen TZ-ABH) in Frankreich gegen den Gebirgspass Col de la Cayolle. Die Maschine sollte von Zagreb nach Marseille überführt werden. Alle sieben Insassen kamen ums Leben.[18]

- Am 11. August 1974 verunglückte eine Iljuschin Il-18 (TZ-ABE) in Obervolta, dem heutigen Burkina Faso infolge von Treibstoffmangel. Die Maschine befand sich auf einem Charterflug von Bamako nach Niamey (Niger). Aufgrund der Wetterlage am Zielflughafen entschied sich die Besatzung, nach Ouagadougou auszuweichen, erreichte den Flughafen aber aufgrund eines Navigationsfehlers nicht. Bei der Außenlandung kamen 47 der 60 Insassen ums Leben (siehe auch Flugunfall der Air Mali in Obervolta 1974).[19]

- Am 21. Juni 1983 verunglückte eine de Havilland Canada DHC-6-300 Twin Otter der Air Mali (TZ-ACH) bei Niela, etwa 50 Kilometer vom Flughafen Bamako (Mali) entfernt. Nähere Einzelheiten sind derzeit nicht verfügbar. Das Flugzeug wurde irreparabel beschädigt. Alle 7 Insassen, zwei Besatzungsmitglieder und 5 Passagiere, kamen ums Leben.[20]

- Am 22. Februar 1985 verunglückte eine Antonow An-24 (TZ-ACT) nach dem Start vom Flughafen Timbuktu infolge eines Triebwerkschadens. Von den 52 Insassen überlebte nur ein Passagier.[21]

- Am 15. Mai 1985 musste eine Britten-Norman BN-2 Islander (TZ-ACS) als Totalverlust abgeschrieben werden. Über den Ort sowie über die Umstände des Zwischenfalls liegen keine Informationen vor.[22]